# 히가시토쓰카역
히가시토쓰카역(일본어: 東戸塚駅, ひがしとつかえき)은 일본 가나가와현 요코하마시에 있는 동일본 여객철도 도카이도 본선(실제 운행 노선은 요코스카 선(소부 쾌속선 직결 및 쇼난 신주쿠 라인))의 역이다.

## 타는 곳
| 1 | ■요코스카 선（소부 쾌속선 직결）        | 요코하마・도쿄・지바・사쿠라・나리타・나리타 공항・가시마진구・우치보 선・소토보 선 방면 |
| 1 | ■쇼난 신주쿠 라인（우쓰노미야 선 직결） | 신주쿠・이케부쿠로・오미야・오야마・우스노미야 방면                                      |
| 2 | ■요코스카 선                            | 오후나・가마쿠라・요코스카・구리하마 방면                                                |

## 인접역
| 동일본 여객철도 도카이도 본선               | 동일본 여객철도 도카이도 본선   | 동일본 여객철도 도카이도 본선 |
| ------------------------------------------- | ------------------------------- | ----------------------------- |
| 호도가야 지바 방면                          | ■ 요코스카 선                   | 도쓰카 구리하마 방면          |
| 도쓰카 즈시 방면                            | ■ 쇼난 신주쿠 라인 쾌속1 · 보통 | 호도가야 우쓰노미야 방면      |
| 1. 우쓰노미야 선 - 요코스카 선 계통의 쾌속. |                                 |                               |